# 香港醫學雜誌
香港醫學雜誌（英語：Hong Kong Medical Journal）是香港的同行評審醫學期刊，於1995年起，每隔兩個月出版一期，目前由香港醫學專科學院出版。香港政府研究基金秘書處也有上載該醫學期刊的網上版。在香港進行的醫學研究及統計結果，大部分都會在該雜誌發表，香港大學圖書館亦提供1995年起的歷史版本可供免費查閱。